# نترات البوتاسيوم (صفحة البيانات)

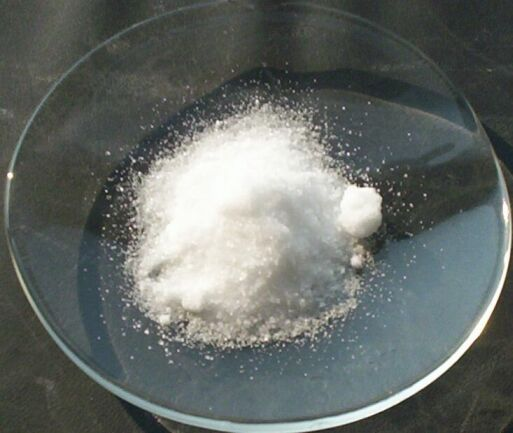
نترات البوتاسيوم.

نترات البوتاسيوم (Potassium nitrate)هي مادة مؤكسدة،  لذلك يجب تجنب تخزينها بالقرب من مخاطر الحرائق أو عوامل الاختزال وذلك من أجل تقليل المخاطر في حالة نشوب حريق.

## تحديد المنتج
المرادفات : ملح البارود؛ نترات/نيترات؛ ملح حمض النيتريك والبوتاسيوم؛ ملح بيتر
 رقم CAS : 7757-79-1
 الوزن الجزيئي : 101.1
 الصيغة الكيميائية :1 نيتروجين

## تحديد المخاطر
نظرة عامة على الطوارئ
 خطر- مؤكسد. قد يؤدي التلامس مع بعض المواد إلى نشوب حريق. إضافة إلى ذلك، فهو ضار في حالة الابتلاع أو الاستنشاق أو الامتصاص من خلال الجلد. وقد يسبب تهيجا للجلد والعينين والجهاز التنفسي أيضا.
تصنيفات SAF-T-DATA
تقييم الصحة : 1 - الحد الأدنى
 تصنيف قابلية الاشتعال : 0 - لا يوجد
 تصنيف التفاعلية : 2 - معتدل (مؤكسد)
 تقييم الاتصال : 1 - الحد الأدنى (الحياة)
 معدات الحماية المعملية اللازمة : نظارات السلامة وقناع الوجه الجراحي (إذا كنت تخطط لمواجهة هذه المادة عن قرب لفترة من الوقت). أما القفازات فهي اختيارية.
 رمز لون التخزين : أصفر (تفاعلي)
التأثيرات الصحية المحتملة
الاستنشاق : يسبب تهيجًا في الجهاز التنفسي. لذلك، قد تشمل الأعراض السعال وضيق التنفس.
 الابتلاع : يسبب تهيجا في الجهاز الهضمي. وقد تشمل الأعراض الغثيان والقيء والإسهال. إضافة إلى ذلك، قد يسبب التهاب المعدة والأمعاء وآلام في البطن. من الممكن توقع تليين البطن وإدرار البول. وقد تم الإبلاغ عن حالات نادرة من تحول النترات إلى نتريت أكثر سامة، وأغلبها لدى الأطفال.
 ملامسة الجلد : يسبب تهيج الجلد. وتشمل الأعراض الاحمرار والحكة والألم.
 ملامسة العين : تسبب تهيجًا واحمرارًا وألمًا.
 التعرض المزمن : في بعض الظروف يحدث تواجد الميتهيموغلوبين في الدم لدى الأفراد عندما يتم تحويل النترات بواسطة البكتيريا في المعدة إلى نتريت. علاوة على ذلك يمكن أن يحدث ما يلي: الغثيان، والتقيؤ، والدوار، وسرعة ضربات القلب، وعدم انتظام التنفس، والتشنجات، والغيبوبة، والموت إذا حدث هذا التحويل. كما قد يؤدي التعرض المزمن للنتريت إلى فقر الدم وتأثيرات سلبية على الكلى.

## إجراءات الإسعافات الأولية
الاستنشاق : لا يوجد
 ملامسة الجلد : لا يوجد
 ملامسة العين : اغسل عينيك بالماء، وارفع الجفنين السفلي والعلوي من حين لآخر.

## إجراءات مكافحة الحرائق
النار : 
 انفجار : لا يوجد خطر الانفجار. KNO3 هو ع امل مؤكسد، وبالتالي سوف يعمل على تسريع احتراق المواد القابلة للاحتراق.
 وسائل إطفاء الحرائق : المواد الكيميائية الجافة، ثاني أكسيد الكربون، ا نتيجة لذلك رذاذ الماء، أو الضباب. إذا تم استخدام الماء، قم بالتطبيق من أبعد مسافة ممكنة. يمكن استخدام رذاذ الماء للحفاظ على برودة الحاويات المعرضة للحريق. و. يمكن لهذه المادة المؤكسزمن قابلية اشتعال المواد القابلة للاشتعال المجاورة.

## إجراءات الإطلاق العرضي
قم بإزالة جميع مصادر الاشتعال. وتهوية منطقة التسرب أو الانسكاب. ارتدِ معدات الحماية الشخصية المناسبة كما هو موضح في القسم 8. الانسكابات: قم بتنظيف الانسكابات بطريقة لا تؤدي إلى انتشار الغبار في الهواء. استخدم أدوات ومعدات لا تسبب شررًا. حاول تقليل الغبار المحمول جواً ومنع انتشاره عن طريق ترطيبه بالماء. قم بالتقاط الانسكاب من أجل استرداده أو التخلص منه ووضعه في حاوية مغلقة.

## التعامل والتخزين
احفظه في حاوية محكمة الغلق، وخزنه في منطقة باردة وجافة وجيدة التهوية. احمِه من التلف المادي والرطوبة كذلك. اعزله عن أي مصدر للحرارة أو الاشتعال. إضافة إلى ذلك، تجنب تخزينه على أرضيات خشبية. وافصله عن المواد غير المتوافقة أو القابلة للاشتعال أو العضوية أو غيرها من المواد القابلة للأكسدة بسهولة.

## ض وابط التعرض/الحماية الشخصية
نظام التهوية : يوصى باستخدام نظام العادم المحلي و/أو العام للحفاظ على تعرض الموظفين عند أدنى مستويات ممكنة. يفضل عمومًا استخدام تهوية العادم المحلية لأنها قادرة على التحكم في انبعاثات الملوثات عند مصدرها، مما يمنع انتشارها في منطقة العمل العامة. يرجى الرجوع إلى وثيقة ACGIH، التهوية الصناعية، دليل الممارسات الموصى بها، الطبعة الأحدث، للحصول على تفاصيل أكثر.
 أجهزة التنفس الشخصية (المعتمدة من المعهد الوطني للسلامة والصحة المهنية) : في حالات الاستخدام التي يكون فيها التعرض للغبار أو الضباب واضحًا ولا تكون الضوابط الهندسية ممكنة، يمكن ارتداء جهاز تنفس للجسيمات (نوع N95 من المعهد الوطني للسلامة والصحة المهنية أو مرشحات أفضل). أما إذا كانت جزيئات الزيت (مثل مواد التشحيم، وسوائل القطع، والجلسرين، وما إلى ذلك) موجودة، فاستخدم مرشح NIOSH من النوع R أو P. في حالات الطوارئ أو الحالات التي لا تكون فيها مستويات التعرض معروفة، استخدم جهاز تنفس كامل الوجه مزود بضغط إيجابي ومزود بالهواء كذلك.
 حماية الجلد : غير مطلوب.
 حماية العين : ليست مطلوبة. يمكنك اختياريا استخدام نظارات السلامة الكيميائية حيث يكون من الممكن تناثر الغبار أو رش المحاليل.

## الخصائص الفيزيائية والكيميائية
المظهر : بلورات بيضاء.
 الرائحة : حامضة أو مالحة.
 الذوبان : 36 جرام/100 مل ماء
 الوزن النوعي : 2.1
 الرقم الهيدروجيني : تقريبا. 7
 % المواد المتطايرة حسب الحجم عند 21 درجة مئوية (70 درجة فهرنهايت) : 0
 نقطة الغليان : 400 درجة مئوية (752 درجة فهرنهايت)
 نقطة الانصهار : 333 درجة مئوية (631 درجة فهرنهايت)
 الكثافة البخارية(الهواء=1) : 3.00
 ضغط البخار (مم زئبق) : لا يُذكر عند 20 درجة مئوية

## الاستقرار والتفاعلية
الاستقرار : 
 البلمرة الخطرة : لن يحدث.
 عدم التوافق : المعادن الثقيلة، الفوسفوريت، ا لمركبات العضوية، المواد الكربونية، الأحماض القوية، والعديد من المواد الأخرى.
 الظروف التي يجب تجنبها : الحرارة، اللهب، مصادر الاشتعال والمواد غير المتوافقة.

## اعتبارات التخلص من النفايات
يتوجب التعامل مع أي شيء لا يمكن حفظه للاسترداد أو إعادة التدوير باعتباره نفايات خطرة وإرساله إلى منشأة نفايات معتمدة من RCRA. إضافة إلى ذلك، فقد تؤدي معالجة هذا المنتج أو استخدامه أو تلويثه إلى تغيير خيارات إدارة النفايات. قد تختلف لوائح التخلص من النفايات على مستوى الولاية والمستوى المحلي عن لوائح التخلص الفيدرالية. لذلك، تخلص من الحاوية والمحتويات غير المستخدمة وفقًا للمتطلبات الفيدرالية والولائية والمحلية.